# Manfred Danklmaier
Manfred Danklmaier ist ein ehemaliger österreichischer Naturbahnrodler. Er startete sowohl im Einsitzer als auch im Doppelsitzer und wurde 1985 Europameister im Einsitzer.

## Karriere
Danklmaier erzielte in den späten 1970er-Jahren und in den 1980er-Jahren mehrere Erfolge bei Großereignissen. Die ersten Medaillen gewann er bei der Junioreneuropameisterschaft 1979 in Liezen. Er wurde Dritter im Einsitzer und zusammen mit seinem Bruder Willi Zweiter im Doppelsitzer, hinter dem italienischen Duo Hellweger/Oberhammer. Bei der Europameisterschaft 1981 in Niedernsill gewann er wiederum mit seinem Bruder die Bronzemedaille im Doppelsitzer, kam im Einsitzer aber nur auf Rang 24. Bei der Europameisterschaft 1983 in St. Konrad verpassten die Brüder als Vierte im Doppelsitzer nur knapp eine Medaille. Im Einsitzer wurde er Elfter.
Den größten Erfolg feierte Danklmaier bei der Europameisterschaft 1985 im polnischen Szczyrk, als er vor dem Zweitplatzierten Damiano Lugon und dem Drittplatzierten Robert Tomelitsch Europameister im Einsitzer wurde. Im Jahr 1986 gewann Danklmaier den Europapokal in Inzing im Einsitzer und wurde bei der Weltmeisterschaft in Fénis Siebenter. Bei der Europameisterschaft 1987 in Jesenice kam der Titelverteidiger nicht ins Ziel, zwei Jahre später erzielte er bei der Europameisterschaft 1989 in Garmisch-Partenkirchen den achten Platz. Bis 1994 nahm Danklmaier noch an Weltmeisterschaften teil, fuhr aber nicht mehr unter die besten zehn.

## Sportliche Erfolge

### Weltmeisterschaften
- Fénis-Aosta 1986: 7. Einsitzer
- Gsies 1990: 11. Einsitzer
- Bad Goisern 1992: 13. Einsitzer
- Gsies 1994: 16. Einsitzer

### Europameisterschaften
- Niedernsill 1981: 3. Doppelsitzer (mit Willi Danklmaier), 24. Einsitzer
- St. Konrad 1983: 4. Doppelsitzer (mit Willi Danklmaier), 11. Einsitzer
- Szczyrk 1985: 1. Einsitzer
- Garmisch-Partenkirchen 1989: 8. Einsitzer

### Junioreneuropameisterschaften
- Davos 1978: 9. Doppelsitzer (mit Michael Olipitz), 15. Einsitzer
- Liezen 1979: 2. Doppelsitzer (mit Willi Danklmaier), 3. Einsitzer
- St. Lorenzen 1980: 12. Einsitzer